# Arachis ipaensis
Arachis ipaensis är en ärtväxtart som beskrevs av Antonio Krapovickas och Walton Carlyle Gregory. Arachis ipaensis ingår i släktet jordnötter, och familjen ärtväxter. Inga underarter finns listade i Catalogue of Life.